# Ekklisiochóri
Ekklisiochóri är en ort i Grekland.   Den ligger i prefekturen Nomós Péllis och regionen Mellersta Makedonien, i den norra delen av landet, 300 km norr om huvudstaden Aten. Ekklisiochóri ligger 378 meter över havet och antalet invånare är 371.
Terrängen runt Ekklisiochóri är huvudsakligen kuperad, men åt sydost är den platt. Terrängen runt Ekklisiochóri sluttar brant österut. Runt Ekklisiochóri är det ganska tätbefolkat, med 124 invånare per kvadratkilometer. Närmaste större samhälle är Édessa, 2,0 km sydväst om Ekklisiochóri. Trakten runt Ekklisiochóri består till största delen av jordbruksmark.